# Танковое — Оборонное (автодорога)
Автодорога Танковое — Оборонное — автомобильная дорога в Крыму, проходит по территории Бахчисарайского района Крыма и Балаклавского района Севастополя. В России имеет статус автомобильной дороги регионального значения и обозначения 35К-010 (в Республике Крым) и 67К-5 (в Севастополе), на Украине — статус территориальной дороги и обозначение Т-0105. Общая протяжённость дороги — 23,0 км.
Начинается в селе Танковое, Бахчисарайского района, ответвляясь на 6-м километре от автодороги 35К-020 Бахчисарай — Ялта (автодорога). Проходит по Каралезской долине, затем, через первал Текиль-Таш (Стоячий Камень), спускается в Ай-Тодорскую, пересекает реки Бельбек и Чёрную и заканчивается на 5 километре автодороги Севастополь — Ялта, у села Оборонное.

## История
Путь из бельбекской долины в чернореченскую и к Балаклаве существовал с древнейших времён, в средние века соединяя столицу княжества Феодоро Мангуп (в эпоху Крымского ханства — Бахчисарай) с южными районами. В труде Петра Палласа «Наблюдения, сделанные во время путешествия по южным наместничествам Русского государства» есть замечание 
Дорога, ведущая из Ай-Тодорской долины на Манкуп, доступна и
для татарских арб.
 Изначально это были горные просёлки, не имеющие магистрального значения и соединяющие соседние сёла: только участок Оборонное — Терновка совпадал с современном шоссе. Далее дорога разветвлялась — межселенный просёлок шёл на восток, по долине Айтодорки к одноимённому селению, далее, через водораздел с Ураус-Дереси пролегал на большую деревню Адым-Чокрак, выходя мимо Мангупа на Каралез. Основной путь, более короткий, уходил на запад, мимо пещерного монастыря Чилтер-Мармара по Кара-кобинской долине и, далее, опять же через водораздел с Ураус-Дереси, выходил в село Черкез-Кермен и на Каралез. Шарль Монтандон в своём «Путеводителе путешественника по Крыму, украшенный картами, планами, видами и виньетами…» 1833 года писал, что дорога от Чоргуня, «…не столь хорошая и пригодная в основном для небольших экипажей, идет через Шули и Каралез». Эти два пути, со всеми лежащими на ней деревнями, описаны в«Списке населённых мест Таврической губернии по состоянию на 1864 год» записан, как просёлочные дороги из г. Бахчисарая в Ялтинский уезд. В путеводителе 1911 года Григория Москвича дорога описана, как, в общем, совпадающая с современной 
…новая шоссейная дорога из Бахчисарая в Балаклаву. Она начинается в нескольких верстах от Бахчисарая по дороге на Севастополь и идёт правее деревни Ташбасты через Юхары-Каралез и далее — через дер. Шули, Чоргунь (Карловка) и, мимо Итальянского кладбища…
Такой вид дорога имела, как миинимум, до времени Великой Отечественной войны. Время постройки современного спрямлённого асфальтированного шоссе пока не установлено — на карте 1985 года покрытие ещё щебёночное.
В литературе впервые упоминается во время Крымской войны 1853—1856 годов — в связи с Битвой у Трактирного моста, описана также Сергеевым-Ценским в Севастопольской страде. Строительство современного шоссе и моста через реку Чёрную было начато в 1926 году и закончено в 1929.

## Достопримечательности
Дорога, как никакая другая, богата историческими и природными памятниками. У села Красный Мак — памятник природы регионального значения Каралезские сфинксы (Узун-Тарла), далее пещерный город Мангуп, за Айтодорским перевалом — пещерные монастыри Шулдан и Челтер. В селе Черноречье Чоргунская башня, памятник Чернореченскому сражению, далее — Федюхины высоты и гора Гасфорта с итальянским кладбищем времён Крымской войны.